# DBalears
DBalears es un periódico digital español, continuador del antiguo Diari de Balears.

## Historia
En 1996 el antiguo diario Baleares —propiedad del Grupo Serra— fue renombrado Diari de Balears y pasó a editarse en catalán.  Continuaría editándose hasta su desaparición en 2013, cuando cedió el testigo a la edición balear del diario Ara. No obstante el Diario de Baleares siguió apareciendo en su edición digital.